# Ковиляй
Ковиля́й (рос. Ковыляй, ерз. Ковыляй) — присілок у складі Ковилкінського району Мордовії, Росія. Входить до складу Рибкинського сільського поселення.
Населення — 31 особа (2010; 39 у 2002).
Національний склад станом на 2002 рік:
- росіяни — 100 %